# Hapalopsittaca pyrrhops
Hapalopsittaca pyrrhops là một loài chim trong họ Psittacidae.
Môi trường sống tự nhiên của chúng là rừng núi ẩm nhiệt đới hoặc cận nhiệt đới. Nó bị đe dọa do mất môi trường sống.
Loài vẹt mặt đỏ đang nhanh chóng giảm và hiện loài này được coi là một loài nguy cấp. Nó là loài đặc hữu của Ecuador và phía bắc Peru, và tìm thấy đặc biệt trong các khu rừng ôn hòa của tỉnh Azuay, Loja và Morona-Santiago và các bộ phận Piura ở Peru. Loài này cũng được tìm thấy trong các khu vực khác ở miền Nam Ecuador như Chilla và El Sauce, nhưng Selva Alegre dường như có hầu hết các vẹt đỏ mặt. Loài vẹt này được biết đến với các âm thanh để tìm bầy khác.